# Hamid Rahmouni
Hamid Rahmouni (ar. كمال عجاس; ur. 22 października 1967) – algierski piłkarz grający na pozycji napastnika. W swojej karierze rozegrał 18 meczów i strzelił 2 gole w reprezentacji Algierii.

## Kariera klubowa
Swoją karierę piłkarską Rahmouni rozpoczął w klubie ES Sétif. W sezonie 1986/1987 zadebiutował w nim w pierwszej lidze algierskiej. Wraz z ES Sétif wywalczył mistrzostwo Algierii w sezonie 1986/1987, a w sezonie 1987/1988 zdobył Afrykański Puchar Mistrzów.
W latach 1991–1993 Rahmouni grał w klubie JS Kabylie. W sezonie 1991/1992 sięgnął z nim po Puchar Algierii. Jesienią 1993 grał w tunezyjskim Stade Tunisien, a wiosną 1994 wrócił do ES Sétif. W latach 1997–2000 był piłkarzem MC Algier, z którym w sezonie 1998/1999 został mistrzem kraju. W latach 2000–2002 grał w NA Hussein Dey, a w latach 2002-2003 w US Biskra, w którym zakończył karierę.

## Kariera reprezentacyjna
W reprezentacji Algierii Rahmouni zadebiutował 4 lutego 1990 w zremisowanym 0:0 towarzyskim meczu z Rumunią, rozegranym w Algierze. W 1990 roku został powołany do kadry na Puchar Narodów Afryki 1990. Na tym turnieju był rezerwowym i nie rozegrał żadnego meczu, ale z Algierią wywalczył mistrzostwo Afryki. Od 1990 do 1999 roku rozegrał w kadrze narodowej 18 meczów i strzelił 2 gole.